# Under a Pale Grey Sky
Under a Pale Grey Sky è un disco live dei Sepultura, pubblicato il 24 settembre 2002 dalla Roadrunner Records. Il disco venne registrato alla Brixton Academy di Londra il 16 dicembre 1996, la notte in cui Max Cavalera lasciò la band.
Si tratta dell'ultimo album che la Roadrunner Records distribuì per i Sepultura. Attualmente la band non riconosce il disco come parte ufficiale della discografia.
La scaletta comprende quelle che sono considerate dai fan come le migliori canzoni del gruppo (con alcune eccezioni).

## Tracce

### Disco 1
1. "Itsari (Intro)"
2. "Roots Bloody Roots"
3. "Spit"
4. "Territory"
5. "Monologo Ao Pé Do Ouvido"  (Chico Science & Nação Zumbi)
6. "Breed Apart"
7. "Attitude"
8. "Cut-Throat"
9. "Troops of Doom"
10. "Beneath the Remains/Mass Hypnosis"
11. "Born Stubborn"
12. "Desperate Cry"
13. "Necromancer"
14. "Dusted"
15. "Endangered Species"

### Disco 2
1. "We Who Are Not As Others"
2. "Straighthate"
3. "Dictatorshit"
4. "Refuse/Resist"
5. "Arise/Dead Embryonic Cells"
6. "Slave New World"
7. "Biotech Is Godzilla"
8. "Inner Self"
9. "Polícia" (Titãs)
10. "We Gotta Know" (Cro-Mags)
11. "Kaiowas"
12. "Ratamahatta"
13. "Orgasmatron" (Motörhead)

## Formazione
- Max Cavalera - chitarra, voce
- Igor Cavalera - batteria
- Andreas Kisser - chitarra
- Paulo Jr - basso